# خوان مارتین لوپس
خوان مارتین لوپس (اسپانیایی: Juan Martín López‎؛ زادهٔ ۲۷ مهٔ ۱۹۸۵) بازیکن هاکی روی چمن اهل آرژانتین است که در مسابقات کشوری و بین‌المللی در مجموع برندهٔ 6 مدال طلا، 1 مدال نقره، 2 مدال برنز شده‌است.